# Басс Валентин Петрович
Басс Валентин Петрович (13 липня 1943, с. Довгинцеве, Дніпропетровська область — 2020, м. Дніпро) — радянський та український науковець, доктор технічних наук, професор, лауреат Державної премії України в галузі науки і техніки.
Зробив значний внесок у розвиток гідроаеродинаміки.

## Біографія
Народився у селищі Довгинцеве, що нині є частиною міста Кривий Ріг. 
Вищу освіту здобув у Дніпропетровському державному університеті, який закінчив з відзнакою у 1969 році.
З 1968 по 2014 роки працював у Інституті технічної механіки Національної Академії Наук України і Державного Космічного Агентства України.
У 1972 - 1973 роках - молодший науковий співробітник.
У 1973 - 1980 рр. - науковий співробітник.
У 1980 - 1990 - завідувач  відділу Спеціального конструкторсько-технологічного бюро.
У 1998 - 2014 - завідувач відділу динаміки розрідженого газу.
Останні роки життя жив у будинку для престарілих. Тяжко хворів.

## Сім'я
Був одружений. Мав сина.

## Наукова діяльність
За безпосередньої участі Басса в Інституті технічної механіки Національної Академії Наук України спільно з Державним Конструкторським Бюро "Південне" вирішувався комплекс завдань з аеродинамічного забезпечення міжнародного проекту "Венера - Галлей", а також проводились вивчення аеродинаміки і теплообміну виробів ракетної і ракетно-космічної техніки при русі у верхніх шарах атмосфери. Вперше у розрахунковій практиці було досліджено аерогазодинамічні обтікання космічного апарата "Вега" (відносна швидкість - 80 км/с) газопиловим потоком.
Результати досліджень у подальшому використовувались для вибору траєкторії польоту та режимів роботи систем орієнтації і стабілізації космічного апарата в атмосфері комети Галлея (В. Ковтуненко, В. Басс, Ю. Рижов, В. Бразильський, В. Карягін та ін.).
Також було здійснено космічний експеримент "Варіація" у процесі якого з борту космічного апарата "Ресурс-Ф" на навколоземній орбіті відокремлювалося три пари пасивних еталонних штучних супутників Землі "ПІОН".
Результати експерименту дозволили вивчити варіації щільності атмосфери на висотах 300 кілометрів над поверхнею Землі і значно уточнити аеродинамічні та балістичні характеристики багатьох космічних апаратів (В. Басс, В. Анісімов, Ю. Тарасов, І. Комісаренко та ін.).
На основі теоретичних, чисельних та експериментальних досліджень побудовані нові фізичні і математичні моделі формування власної зовнішньої атмосфери космічних апаратів.
Створено вакуумну аеродинамічну установку ВАУ?2М, яка увійшла до переліку унікальних об'єктів ракетно-космічної галузі України. Завдяки установці отримано низку фундаментальних результатів щодо взаємодії надзвукових потоків розрідженого газу з обтічними  поверхнями.

## Педагогічна діяльність
Був членом вченої ради при Дніпровському національному університеті з присудження наукових ступенів кандидата та доктора фізико-математичних наук.

## Праці
Басс В. П. Об одном алгоритме для комплексного исследования аэродинамических характеристик космических аппаратов // Космические исследования на Украине - Киев, 1977 - Вып.11.
Басс В. П. Расчет обтекания тел потоком сильно разреженного газа с учётом взаимодействия с поверхностью // Известия Академии Наук СССР. МЖГ 1978 - N°4.
Басс В. П. Некоторые результаты взаимодействия потока разреженного газа с поверхностью ИСЗ и интерпретации данных о его торможении // Космические исследования. 1980 - Т.18, N° 3.
Bass V. P. Physical and Aeronomical Experiments Aboard the ISS // КНТ 2000. Т. 6., N° 4.
Басс В. П. Результаты численных и экспериментальных исследований в области молекулярной газовой динамики // Техническая механика 2001 N° 1.
Басс В. П. Экспериментальные исследования в динамике разреженного газа // Техническая механика 2002 N° 2.
Басс В. П. Молекулярная газовая динамика и ее приложения в ракетно-космической технике / В. П. Басс - Киев; "Наукова думка", 2008 - 272 с.
Техногенное засорение околоземного космического пространства [отраслевое пособие]/ А. П. Алпатов, В. П. Басс, С. А. Баулин и др.; под ред. А. П. Алпатов. Национальная академия наук Украины, Институт технической механики. - Днепропетровск: "Пороги", 2012 - 378 с. ISBN. 978 - 518 - 215 - 4.

## Нагороди
- Державна премія України в галузі науки і техніки;
- Премія НАН України імені академіка М.К.Янгеля;
- Медаль В.М. Ковтуненка "За заслуги перед вітчизняною космонавтикою".